# Monika Dahlberg
Monika Dahlberg (* 30. April 1936 in Pommern als Rosemarie Rödelberger) ist eine deutsche Schauspielerin und Sängerin.

## Leben
Monika Dahlberg ist die Schwester des Musikers, Produzenten, Komponisten und Arrangeurs Wolfgang Rödelberger.
Sie absolvierte eine Ausbildung als Opernsängerin und Schauspielerin in Kiel. Im Jahr 1954 gab sie als Papagena in einer Aufführung der Zauberflöte ihr Bühnendebüt am Kieler Stadttheater. Dort war sie bis 1957 engagiert. In diesem Jahr unterzeichnete sie bei der Constantin Film einen Dreijahresvertrag.
Monika Dahlberg spielte in vielen Heimatfilmen und Filmkomödien mit, unter anderem 1975 in Der Edelweißkönig. In den Filmen der Serie Die Lümmel von der ersten Bank war sie die oft überforderte Schulsekretärin Fräulein Weidt, in dem pseudo-aufklärerischen Sexfilm Mädchen beim Frauenarzt spielte sie die Arzthelferin.
Sie war bei den Filmen Mary Poppins und My Fair Lady als Synchronsprecherin tätig. Auf der Bühne verkörperte sie selbst über tausend Mal die Eliza Doolittle im Musical My Fair Lady. Sie gab als freischaffende Künstlerin an zahlreichen Theatern Gastspiele, vornehmlich in München, und trat in Konzerten als Interpretin klassischer und volkstümlicher Gesänge auf.
Ab 1960 war Monika Dahlberg oft im Fernsehen vertreten, und zwar sowohl in Musiksendungen als auch Fernsehspielen, wie zum Beispiel neben Erwin Linder und Kurt Großkurth in der Komödie Der fröhliche Weinberg von Carl Zuckmayer. Auch in der Serie Zum Stanglwirt war sie öfter zu sehen. Im Komödienstadel hatte sie mehrere Auftritte. Von 1992 bis 1993 trat sie in der RTL-Serie Ein Schloß am Wörthersee auf, wo sie die Frau von Leo Laxeneder (Helmut Fischer) spielte. Heute ist sie noch ab und zu beim Chiemgauer Volkstheater zu sehen.
Monika Dahlberg war mit dem Schauspielerkollegen Klaus Kindler verheiratet; später heiratete sie Karlheinz Peters (gest. 2018). 1980 zog sie nach Bad Tölz, später nach Benediktbeuern.

## Filmografie
- 1957: Die Lindenwirtin vom Donaustrand
- 1957: Gruß und Kuß vom Tegernsee
- 1958: Der Czardas-König
- 1958: Ich werde dich auf Händen tragen
- 1958: Mein Schatz ist aus Tirol
- 1959: Die feuerrote Baronesse
- 1959: Mandolinen und Mondschein
- 1959: Mein Schatz, komm mit ans blaue Meer
- 1959: La Paloma
- 1960: Madame Pompadour
- 1960: Friedrich Hollaender erzählt (TV)
- 1961: Schön ist die Liebe am Königssee
- 1961: Der fröhliche Weinberg (TV)
- 1961: Sie schreiben mit – Die Chance (Fernsehserie)
- 1961: Eine kleine Sehnsucht (TV)
- 1961: Frédéric Chopin und George Sand (TV)
- 1961: Musik ist Trumpf
- 1961: Was macht Papa denn in Italien?
- 1961: Isola Bella
- 1961: So liebt und küßt man in Tirol
- 1962: Die Großherzogin von Gerolstein (TV)
- 1962: Muß i denn zum Städtele hinaus
- 1962: Das schwarz-weiß-rote Himmelbett
- 1963: Berlin-Melodie – Vom Zille-Ball zum Jazzlokal (TV)
- 1963: Bezauberndes Fräulein (TV)
- 1963: Das waren noch Zeiten (Fernsehserie)
- 1963: Ferien vom Ich
- 1964: Adlig sein dagegen sehr! (TV)
- 1965: Rosemarie (TV)
- 1965: Melodien aus Amerika (Fernsehserie)
- 1965: Im Schatten des Berges (TV)
- 1966: Ich suche einen Mann
- 1966: Die Drehscheibe (Fernsehserie)
- 1966: Illustrirte Berliner Redoute (TV)
- 1966: Onkel Filser – Allerneueste Lausbubengeschichten
- 1968: Zur Hölle mit den Paukern
- 1968: Der holledauer Schimmel (TV)
- 1969: Die ungarische Hochzeit (TV)
- 1969: Katzenzungen (TV)
- 1969: Zauber der Melodie (Fernsehserie)
- 1969–1970: Königlich Bayerisches Amtsgericht (Fernsehserie, 2 Folgen)
- 1970: Der Vetter aus Dingsda (TV)
- 1970: Der Ehrengast (TV)
- 1970: Wir hau’n die Pauker in die Pfanne
- 1970: Der Hunderter im Westentaschl (TV)
- 1970: Das Glöcklein unterm Himmelbett
- 1971: Mädchen beim Frauenarzt
- 1971: Morgen fällt die Schule aus
- 1971: Ehemänner-Report
- 1972: Betragen ungenügend!
- 1975: Der Edelweißkönig
- 1976–1980: Vater Seidl und sein Sohn (TV-Serie)
- 1980: Der Komödienstadel: Der Strohwitwer (TV)
- 1982: Frühstück mit Julia (TV)
- 1981–1988: Polizeiinspektion 1 (TV-Serie, 4 Folgen)
- 1984: Der Komödienstadel: Liebe und Blechschaden
- 1984: Gespenstergeschichten: Ambrose Temple
- 1987–1988: Zur Freiheit (TV-Serie, 8 Folgen)
- 1991: Ein Fall für zwei: Schneewalzer (TV-Serie)
- 1992–1993: Ein Schloß am Wörthersee (TV-Serie, 5 Folgen)
- 1992–2013: Chiemgauer Volkstheater (TV-Serie, 9 Folgen)
- 1993: Almenrausch und Pulverschnee (TV-Serie, 1 Folge)
- 1993: Heiter bis wolkig (TV)
- 1993–1997: Zum Stanglwirt (TV-Serie, 25 Folgen)
- 1994: Mein Freund, der Lipizzaner (TV)
- 1998: Jagdsaison (TV)
- 2000: Im Juli
- 2000: Zimmer mit Frühstück (TV)

## Synchronsprecherin
- 1964: Julie Andrews (als „Mary Poppins“) in Mary Poppins (nur Gesang)
- 1964: Audrey Hepburn (als „Eliza Doolittle“) in My Fair Lady (nur Gesang)